# Jan Šolc (lékař)
Jan Šolc (9. března 1902 Sobotka – 1979) byl městský fyzik – lékař placený městem, a přednosta zdravotního referátu v Liberci, který se stal obětí vykonstruovaného politického procesu v 50. letech, nazývaného Krysličkova aféra.

## Životopis
Jan Šolc se narodil 9. března 1902 v Sobotce v okrese Jičín. Studoval medicínu na UK, lékařskou praxi měl v Kyjích u Prahy. Tam se seznámil se svou ženou Miladou. V roce 1933 se v Rabštejně nad Střelou vzali. Během války působil jako lékař a běžně ordinoval. Po válce, jak popisuje ve vzpomínkách jeho žena, se přihlásil k obnově pohraničí, kde ještě nebyly poměry stabilizovány. Do Liberce přišel v roce 1945.
Jako lékař působil v oblastním sběrném středisku na liberecké Husově třídě, kam byly po válce internovány osoby považované za Němce. Odsunutí vzpomínají, že se jim snažil v rámci možností pomáhat a choval se velmi lidsky.
Po únorovém převratu vstoupil do KSČ. Ve svých vzpomínkách na manžela Milada Šolcová vzpomíná, že působili jako šéflékař pluku, okresní a policejní lékař. Měl být údajně i podplukovníkem policie. S jeho funkcí úředního lékaře byla spojena i přítomnost na popravách u hrdelních trestů vynesených MLS Liberec. Jeho úkolem bylo konstatovat smrt a vydat úmrtní list.

## Krysličkova aféra
Při vyšetřování Krysličkovy aféry byl Jan Šolc obviněn ze spoluúčasti a 22. listopadu 1950 vzat do vazby, ve které byl ponechán skoro rok. Byl obviněn ze zneužívání svého lékařského postavení k poskytování úlev a z toho, že údajně pomohl jedné protistátní osobě v útěku přes hranice.
Část žaloby zněla:
„Zajištěným osobám dělal prostředníka s jejich známými, vyřizoval vzkazy, přijímal motáky, neoprávněně povoloval vězňům úlevy, balíčky, bez důvodu vystavoval vysvědčení o pracovní neschopnosti, dával jim prostředky a injekce pro udržování nemoci, posílal je bez potřeby do nemocnice. Zajišťoval se tak pro případ politického zvratu, v nějž doufal.“
Podle svědectví pamětníků se doktor Šolc skutečně snažil pomáhat zadrženým ve vazební věznici. Ne však z důvodů zisku, ale z čistě lidských pohnutek.

### Vyšetřování
Při vyšetřování byly na Jana Šolce použity nepřiměřené donucovací prostředky, které sledovaly jediný cíl: donutit zadrženého, aby vypovídal tak, jak si vyšetřovatelé přáli. Bylo mu například řečeno, že manželka skočila z okna a zabila se, tchyně je v domově důchodců a syn v dětském výchovném ústavu. Že to není pravda, poznal až za delší čas, když mu přišel balíček nadepsaný manželčiným kaligrafickým písmem.
Účinnost použitých prostředků byla vidět na tom, že se Jan Šolc přiznal k očividně vykonstruované vině. Ve své závěrečné výpovědi uvedl, že svůj přečin může nahradit pouze houževnatou prací a k tomu připojil své poděkování referentům KV StB. Tato slova se v různých obměnách opakovala u mnoha politických vězňů.

### Odsouzení a výkon trestu
Jan Šolc byl odsouzen k 13 letům žaláře, 20 000 Kčs pokuty, propadnutí celého jmění, náhradnímu trestu dvou měsíců a ztrátě občanských práv na 10 let. Během výkonu trestu onemocněl na tuberkulózu a byl převezen na léčení do Bratislavy. Vězeňskou situaci mu poněkud ulehčovalo jeho postavení lékaře – byl pověřen vytvořením a organizací vězeňské nemocnice. S vězniteli si dokázal vybudovat dobré vztahy, jež také přispěly snesitelnosti věznění. Propuštěn měl být 22. listopadu 1963. Nicméně, díky změněným okolnostem a opakovaným žádostem o obnovu procesu, které podávala Milada Šolcová, byl podmínečně propuštěn 22. prosince 1958.

### Dopad na rodinu
Miladě Šolcové se podařilo domoci se poloviny zabaveného majetku, na něž měla jakož manželka odsouzeného právo. Rodina se musela vystěhovat z velkého bytu do dvoupokojového bytu, kde prakticky nefungovalo žádné topení. Navzdory velkému sociálnímu a finančnímu úpadku se podařilo manželce situaci ustát.

### Rehabilitace
V roce 1961 byly Janu Šolcovi na žádost vrácena čestná práva občanská, čímž se zase stal plnohodnotným občanem společnosti. Jejich ztráta dosud  mj. znamenala, že nesměl zastávat funkce ve veřejných organizacích, nebyl způsobilý nabýt akademického titulu a neměl právo vykonávat povolání, pro které je akademický titul podmínkou. Lékařskou atestaci, bez které nemohl vykonávat povolání, které zastával před svým uvězněním, se mu podařilo získat zpět o rok později.
V roce 1976 byl Jan Šolc znovu shledán vinným ze spáchání návodu k trestnému činu opuštění republiky. Byl podruhé souzen za jednu a tutéž kauzu. Nebyl mu ale uložen trest. Až do úmrtí v roce 1979 o další rehabilitaci nežádal.